# The Jerks
The Jerks o también conocidos como Los Tirones es una banda de rock alternativo y blues de Filipinas, formada en 1979. La banda ha sufrido muchos cambios y en particular, los muchos de los anteriores miembros de la banda que ahora son los iconos de una certifición en la escena musical. 
Miembros como Jun Lupito, Ángel Villegas y entre otros nombres han esculpido en sus respectivos nichos, como el Exbaterista de Put3ska, Brutus Lacano, quien también desempeña un período de sesiones con la banda. A pesar de haber sido formado en 1979, solo publicó su primer lanzamiento en 1994, titulada "The Jerks en vivo", publicada bajo producciones de Gary Backdoor Records. Fue grabado en vivo en el legendario bar de Mayric, con una apasionada musicalidad que nunca antes se había publicado en disco. En 1997, la Estrella de Documentos logró convencer a la banda para grabar un álbum con grandes discográficas como Haligi llamado "Ng Maynila" producido por la ABS-CBN por Gabby López, que dio a la banda la oportunidad de llegar a una audiencia más amplia. Esto allanó el camino para el éxito a la banda de Rock NU en 1998, obteniendo el Premio como el mejor Álbum de Katha y Premio a la Mejor Canción de Rock "Reklamo ng Reklamo". Realizaron regularmente alrededor de Manila, una serie de conciertos como en bares como El Bistro 70, Tiendesitas y Ruta 196 en la prórroga de Katipunan.

## Miembros
- Chikoy Pura - voz y guitarra
- Nitoy Adriano - guitarras
- Edwin Aguilar - bajo
- Paolo Manuel - drums

### Antiguos miembros
- Jun Lupito
- Angelo Villegas
- Flor Mendoza(fallecido)
- John Carpio

- Datos: Q7743118
- Multimedia: The Jerks / Q7743118